# Composé organoxénon
Les composés organoxénon sont, en chimie, les composés qui présentent au moins une liaison entre un atome de xénon et un atome de carbone, donc une liaison carbone-xénon. Les premiers composés organoxénon synthétisés comme (C6F5)2Xe ont un atome de xénon divalent, Xe(II). Le premier organoxénon(IV) (tétravalent), [C6F5XeF2][BF4], a été synthétisé en 2000. Depuis cette date, plus d'une centaine de composés organoxénon ont été étudiés.
La plupart des composés organoxénon sont plus instables que les fluorures de xénon en raison du plus fort moment dipolaire moléculaire que la liaison Xe-C peut faire apparaître. Les moments dipolaires moléculaires du difluorure de xénon et du tétrafluorure de xénon sont tous les deux nuls, c'est-à-dire égaux à  0 D. De plus, si les premiers organoxénons synthétisés ne contenaient que des groupes perfluorés, d'autres groupes sont ensuite apparus comme le 2,4,6-trifluorophényle.

## Xe(II)
Le composé organoxénon  bivalent le plus courant est C6F5XeF, qui est encore utilisé en 2014 comme précurseur d'autres organoxénons. En raison de l'instabilité de l'ion monofluorure de xénon, [XeF]−, il est impossible de synthétiser ces composés organoxénon  bivalents à partir de réactifs chimiques courants. Les agents de fluoration les plus fréquemment utilisés comprennent Cd(ArF)2 (l'indice « F » attaché au symbole Ar signifie aryle perfluoré), C6F5SiF3 et  C6F5SiMe3 qui doit être utilisé en présence d'ions fluorure.
Avec des acides de Lewis particulièrement forts, comme C6F5BF2, des composés ioniques du type [RXe]+[ArFBF3]− peuvent être produits. Des composés organoxénon incluant des liaisons Xe-alkyle et Xe-alcényle peuvent être alors obtenus via ces composés ioniques, par exemple C6F5XeCF3 et C6F5XeCF=CF2.
Quelques réactions de ce composé organoxénon(II) sont données ci-dessous : 
- 2 C6F5XeF + Cd(C6F5)2 → Xe(C6F5)2 + CdF2↓ ;
- C6F5XeF + Me3SiC≡N → C6F5Xe–C≡N + Me3SiF ;
- 2 C6F5XeF + Cd(2,4,6-C6H2F3)2 → 2 2,4,6-C6H2F3XeC6F5 + CdF2↓.

Cette dernière réaction produit aussi Xe(C6F5)2, Xe(2,4,6-C6H2F3)2.
Le précurseur C6F5XeF peut être préparé par la réaction entre le triméthylpentafluorophényl-silane, C6F5SiMe3 et le difluorure de xénon, XeF2. Une autre méthode est d'ajouter des fluorures à l'adduit entre C6F5XeF et AsF5 [C6F5Xe]+[AsF6]−, ce qui le libère.

## Xe(IV)
En 2000, Nicolas LeBlond, Karel Lutar et Boris Žemva produisent un composé du xénon ionique. Ils ont traité du tétrafluorure de xénon avec le difluoro,pentafluorophényl-borane dans le dichlorométhane à −55 °C :
XeIVF4 + C6F5BF2 → [C6F5XeIVF2]+[BF4]−.
Ce composé organoxénon(IV) est un agent de fluoration très fort, il est capable de convertir (C6F5)3P en (C6F5)3PF2, C6F5I en C6F5IF2 et l'iode en pentafluorure d'iode, IF5.